# Lymany (Mykolajiw, Halyzynowe)
Lymany (ukrainisch Лимани; russisch Лиманы Limani) ist ein Dorf im Süden der ukrainischen Oblast Mykolajiw mit etwa 2100 Einwohnern (2004).
Das Dorf wurde 1850 gegründet und trug früher die Namen Juchymiwka (Юхимівка), Kysljakiwka (Кисляківка) und Swjatotrojizke (Святотроїцьке).
Lymany liegt am Dnepr-Bug-Liman, der Mündung des Südlichen Bugs und des Dnepr ins Schwarze Meer. Das Dorf war bis 2016 das Zentrum einer gleichnamigen Landratsgemeinde im Rajon Witowka, zu der noch das Dorf Luparewe (Лупареве) mit etwa 1200 Einwohnern gehörte und ist seitdem Bestandteil der neu gegründeten Landgemeinde Halyzynowe. Seit dem 17. Juli 2020 ist es ein Teil des Rajons Mykolajiw. Die Oblasthauptstadt Mykolajiw liegt 32 km nördlich von Lymany. Durch das Dorf verläuft die Territorialstraße T–15–01.